# Sametinget (Sverige)
Sametinget (nordsamiska: Sámediggi, lulesamiska: Sámedigge, sydsamiska: Saemiedigkie) är en organisation med uppgift främst att bevaka frågor som rör samisk kultur i Sverige. Sametinget är dels en folkvald församling, dels en svensk statlig förvaltningsmyndighet. Det ska verka för en levande samisk kultur.

## Bakgrund
Sveriges regering tillsatte 1982 en offentlig utredning, Samerättsutredningen, vars betänkande presenterades 1989. Sametinget fanns då i Finland (Sametinget från 1972, ombildat och nyinvigt 2 mars 1996), och i Norge (Sametinget från 1989). År 1993 inrättades Sametinget som ett samiskt organ med begränsat inflytande. Det är samtidigt en myndighet och ett folkvalt organ. Som statlig myndighet har Sametinget som uppgift att verkställa den politik som Sveriges riksdag och regering beslutar, vilket ibland går emot de folkvalda sametingsledamöternas partiprogram.
År 2007 överfördes vissa myndighetsuppgifter från länsstyrelserna och Statens jordbruksverk till Sametinget, som blev central förvaltningsmyndighet i rennäringsfrågor, varvid tingets politiska och myndighetsutövande delar tydligare åtskildes. I samband med minoritetsreformen 2010 blev Sametinget tillsammans med länsstyrelsen i Stockholm ansvarig för att följa upp hur lagen efterlevs.

## Uppgifter och syfte
Den lagstiftning som reglerar Sametinget kallas sametingslagen. I propositionen (1992/93:32) till den sägs att ”trots benämningen ’ting’ är det inte frågan om något organ för självstyre, som skall verka i stället för riksdag eller kommunfullmäktige, eller i konkurrens med dessa organ.”
Syftet med Sametinget är ”att förbättra de svenska samernas möjligheter att som en minoritet bland landets befolkning hålla sin kultur levande”, eftersom ”samerna, som en del av den ursprungliga befolkningen i landet, får anses inta en särställning i förhållande till andra, i sen tid till landet invandrade minoriteter.”
Till Sametingets uppgifter hör bland annat att informera om samiska förhållanden, ansvara för utbetalning av rovdjursersättningar till samebyar, medverka i samhällsplaneringen och leda det samiska språkarbetet. Ansvaret att fördela kulturmedel som står till samernas förfogande för kulturprojekt, forskningsprojekt, föreningar och organisationer har tinget överlåtit på ett kulturråd med fem ledamöter, valda av plenum.

## Organisation
Sametingets högsta beslutande organ är Sametingets plenum med 31 folkvalda ledamöter, vilka inom sig utser en styrelse med en styrelseordförande samt ett presidium med en ordförande och en eller flera vice ordförande. Formellt förordnar regeringen ordförande för Sametinget på förslag av Sametinget. Plenum tillsätter också en valnämnd, kulturnämnd, rennäringsnämnd, näringsnämnd, språknämnd, Sameskolstyrelsen och andra eventuella nämnder och kommittéer. Plenum sammanträder vanligen tre gånger per år.[källa behövs]
Den politiska ledningen utövas av styrelsen, vari plenums politiska majoritet vanligen finns representerad. Plenum kan också besluta om proportionellt sammansatt styrelse, där också minoritetspartierna finns representerade. Från och med den 1 juli 2006 får sametinget återkalla uppdragen för förtroendevalda i styrelsen eller i en nämnd när den politiska majoriteten i styrelsen eller nämnden inte längre är densamma som i plenum.
Sametingets styrelse och nämnder skall enligt Sametingslagen besluta i frågor som rör förvaltningen och Sametingets myndighetsutövning, för att skilja denna från den politiska verksamheten, som försiggår i plenum.[källa behövs]
Därutöver finns ett kansli med tjänstemän som leds av en kanslichef, vilken utses av Sametingets styrelse. Kansliets huvudkontor finns i Kiruna och andra kontor i Jokkmokk, Tärnaby och Östersund. Sametingets kansli är indelat i tre avdelningar:
- Avdelning för ekonomi & administration (även personalfrågor, myndighetens information och översättning),
- Avdelning för språk- och kulturfrågor och informationscentrum (kulturhandläggare, språkarbetare, bibliotekskonsulent och Samiskt informationscentrum) och
- Avdelning för samiskt näringsliv, miljö och samhälle (näringshandläggare och EU-program).[källa behövs]

Sametingets styrelse får bestå av högst sju ledamöter. Ordförande från 2021 är Håkan Jonsson från Jakt- och fiskesamerna.

### Partier

Under mandatperioden 2021–2025 är sju partier representerade i Sametinget:
- Jakt- och fiskesamerna: 12 ledamöter
- Samelandspartiet/Sámiid Riikkabellodat:  6 ledamöter
- Guovssonásti: 5 ledamöter
- Vuovdega-Skogssamerna: 3 ledamöter
- Landspartiet Svenska Samer: 2 ledamöter
- Samerna: 2 ledamöter
- Min Geaidnu Mijá Gäjnno Mijjen Geajnoe: 1 ledamot

### Val till Sametinget
Val till Sametinget hålls vart fjärde år sedan 1993, och det senaste valet hölls i maj 2021.
År 2021 fanns drygt 9.000 röstberättigade i det svenska Sametingsvalet. Av dessa röstade knappt 65 %.
Sametinget som beslutande församling har kritiserats för att strida mot demokratins grundprincip om allmän och lika rösträtt. Det har beskrivits som en församling där rösträtt kan uppnås via DNA-test.

## Mandatfördelning
| Parti                                  | Mandat | Mandat | Mandat | Mandat       | Mandat | Mandat | Mandat | Mandat | Mandat | Mandat |
| Parti                                  | 1993   | 1997   | 2001   | 2001 (omval) | 2005   | 2009   | 2013   | 2017   | 2021   | 2025   |
| -------------------------------------- | ------ | ------ | ------ | ------------ | ------ | ------ | ------ | ------ | ------ | ------ |
| Álbmut-Folket                          |        |        |        |              |        | 1      | 1      | 1      |        |        |
| Fred och Frid - Urminnes hävd          | 0      |        |        |              |        |        |        |        |        |        |
| Guovssonásti                           | 4      | 4      | 2      | 2            | 3      | 4      | 3      | 5      | 5      | 6      |
| Jakt- och fiskesamerna                 | 2      | 3      | 5      | 6            | 9      | 7      | 9      | 9      | 12     | 12     |
| Laahkoeh                               |        |        | 1      | 1            |        |        |        |        |        |        |
| Landspartiet Svenska Samer             | 3      | 3      | 2      | 1            |        | 2      | 3      | 3      | 2      | 2      |
| Mii Sámit, Vi Samer                    |        | 1      | 1      | 1            |        |        |        |        |        |        |
| Mijá Gäjnno, Mijjen Geajnoe            | 3      | 3      | 2      | 2            | 3      | 3      | 4      | 1      | 1      | 1      |
| Nya Samiska Reformpartiet              |        |        |        |              |        |        |        |        | 0      |        |
| Same Ätnam                             | 2      | 1      | 0      | 0            |        |        |        |        |        |        |
| Samerna                                | 3      | 4      | 5      | 4            | 4      | 5      | 2      | 1      | 2      | 1      |
| Samerna för framtiden                  | 1      | 0      |        |              |        |        |        |        |        |        |
| Samernas Väl                           | 1      |        |        |              |        |        |        |        |        |        |
| Sámiid Riikkabellodat Samelandspartiet | 7      | 6      | 9      | 10           | 8      | 6      | 6      | 7      | 6      | 7      |
| Samisk Solidaritet                     | 1      | 1      |        |              |        |        |        |        |        |        |
| Samiska Folkomröstningspartiet         |        |        |        |              |        |        |        | 1      |        |        |
| Solidaritet                            |        |        |        |              |        | 0      |        |        |        |        |
| Vi Samer                               |        |        |        |              |        |        | 0      |        |        |        |
| Vuovdega-Skogssamerna                  | 4      | 5      | 4      | 4            | 4      | 3      | 3      | 3      | 3      | 2      |
| Västerbottens Samer                    | 0      |        |        |              |        |        |        |        |        |        |

## Säte
Sametingets huvudkansli ligger i Kiruna, men Sametingets plenum har för närvarande ingen egen fast lokal. Statens fastighetsverk utsåg 2006 en vinnare i arkitekttävlingen om en ny sametingsbyggnad i Kiruna, Badjáneapmi att uppföras i nya Kiruna centrum eller på annan ort. Det uppstod dock vissa komplikationer och år 2017 kunde plenum inte komma fram till ett beslut. År 2019 fattade plenum med röstsiffrorna 18 mot 13 beslutet att den nya parlamentsbyggnaden ska ligga i Östersund. Sametingets styrelse har i uppdrag att driva processen vidare.

## Ledning

### Ordförande genom tiderna
| Namn                  | Partigrupp                             | Period    |
| --------------------- | -------------------------------------- | --------- |
| Jovna Allas           | Renägarförbundet                       | 1993–1997 |
| Lars Wilhelm Svonni   | Samerna                                | 1997–2001 |
| Olov Sikku            | Min Geaidnu                            | 2001–2005 |
| Sylvia Simma          | Samelandspartiet/Sámiid Riikkabellodat | 2005–2009 |
| Stefan Mikaelsson     | Skogssamerna/Vuovdega                  | 2009–2017 |
| Paulus Kuoljok        | Samelandspartiet/Sámiid Riikkabellodat | 2017–2021 |
| Daniel Lyngdorf Vinka | Jakt- och fiskesamerna                 | 2021–     |